# Faistenoy (Weitnau)
Faistenoy (mundartlich: Vaischtǝnoi) ist ein Gemeindeteil der Marktgemeinde Weitnau im bayerisch-schwäbischen Landkreis Oberallgäu.

## Geographie
Die Einöde liegt circa drei Kilometer nördlich des Hauptorts Weitnau.

## Ortsname
Der der Ortsname setzt sich aus dem neuhochdeutschen Wort Äu für wasserumflossenes Land, feuchter Grund, Wiese, Insel sowie dem ebenfalls neuhochdeutschen Wort feist für fett; fruchtbar zusammen und bedeutet somit (Siedlung) in der fruchtbaren Aue.

## Geschichte
Faistenoy wurde erstmals urkundlich als Flurname im Jahr 1537 erwähnt als das Stift Kempten den Berg Faistenay zu Wengen kauft. Die Ortschaft wurde spätestens 1864 erstmals erwähnt. Sie entstand aus der Vereinödung von Wengen. Der Ort gehörte bis 1972 der Gemeinde Wengen an, die durch die bayerische Gebietsreform in der Gemeinde Weitnau aufging.